# Estadio Francisco Sánchez Rumoroso
El Estadio Francisco Sánchez Rumoroso se ubica en la ciudad de Coquimbo, Chile. Es popularmente conocido como "El Coloso del Llano" por su hermosa e impactante construcción, y al estar ubicado en el sector de El Llano de la ciudad. Su equipo local es Coquimbo Unido de la Primera División. 

## Historia
Fue inaugurado el 1 de julio de 1970. Ha sido sede del Campeonato Sudamericano Sub-20 de 1997 y del Torneo Preolímpico Sudamericano Sub-23 de 2004, además, allí se desarrollaron los partidos que Coquimbo Unido disputó como local en la Copa Libertadores de América del año 1992.
El recinto recibe su nombre en homenaje a Francisco Sánchez Rumoroso, un comerciante originario de Novales, en España. Sánchez Rumoroso llegó a la ciudad puerto en 1923 y estuvo vinculado como dirigente al club aurinegro.

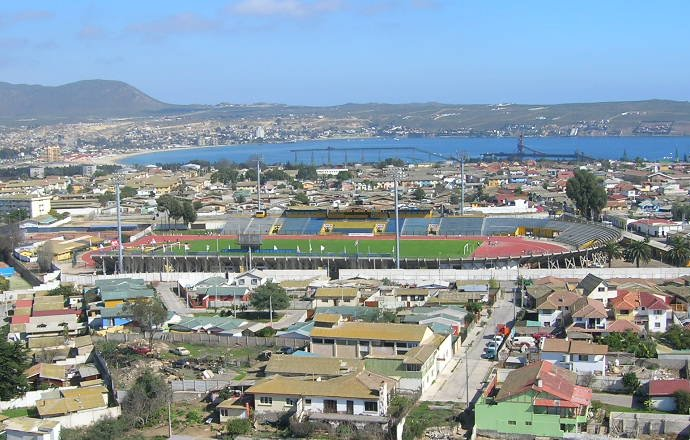
Aspecto del estadio previo a la reconstrucción.

El estadio contaba con 4 torres de iluminación, 60 estacionamientos, 12 accesos, 7 baños, 4 camarines, una enfermería, una cabina policial, 2 salones VIP y 2500 butacas, además de la pista atlética de recortán, una base de lanzamientos (martillo y bala), una zona de carrera para el lanzamiento de jabalina, una zona de poza de agua para las competencias de atletismo con vallas y una zona de arena para el salto largo.
El estadio fue remodelado para el Torneo Preolímpico Sudamericano Sub-23 disputado en 2004. En total, la inversión hecha por Chiledeportes y la municipalidad ascendió a $500.000.000 de pesos chilenos. En parte, su remodelación consistió en cambiar todo el codo norte que da a calle Carmona, la llamada "galería de los pobres", la pintura de toda la zona de Marquesina, Tribuna y el cambio de los convencionales asientos de madera por las butacas acolchadas y forradas al estilo del cine. También se pintó la parte de las casetas de transmisión y los Salones VIP, las letras de los costados del estadio donde dice: "Estadio Francisco Sánchez Rumoroso". Los camarines fueron pintados en la fachada y en su parte interior, como también el túnel de salida al campo de juego.
El marcador electrónico que poseía el estadio sobre la Galería Socios, se trajo desde Europa especialmente para disputar el Preolímpico y tuvo un costo aproximado de $97.000.000.
El 8 de octubre de 2004, el estadio albergó un partido de exhibición entre los tenistas Marcelo Ríos y Mardy Fish, como parte de la gira de despedida de Ríos del tenis profesional.
En el año 2006 fue sede de los Juegos Nacionales Generación del Bicentenario, en donde se efectuaron las competencias de atletismo, y las ceremonias de inauguración y clausura. 

### Remodelación
Fue designado por FIFA, para ser sede del Copa Mundial Femenina de Fútbol Sub-20 de 2008, obligando a la completa remodelación del antiguo recinto, la que consistió en la demolición y posterior construcción de un nuevo reducto, que actualmente cumple con todos los requisitos de la FIFA para efectuar partidos internacionales, además de su pista olímpica.
El nuevo estadio tuvo una inversión de 12.247.923.938 pesos chilenos o 26.094.363 dólares. El diseño estuvo a cargo de la oficina Montealegre Beach Arquitectos.
La reinauguración oficial del recinto fue llevada a cabo el día miércoles 19 de noviembre de 2008, en el partido inaugural de la Copa Mundial Femenina Sub-20 entre la Selección femenina de fútbol de Chile y su par de Inglaterra.

## Eventos deportivos

### Sudamericano Sub-20 1997
- Grupo B

| 19 de enero de 1997 | Uruguay | 3:1 | Paraguay | Estadio Francisco Sánchez Rumoroso, Coquimbo |  |
|                     |         |     |          | Árbitro(s): ?                                |  |

| 19 de enero de 1997 | Argentina | 1:1 | Colombia  | Estadio Francisco Sánchez Rumoroso, Coquimbo |               |
|                     | Aimar 35' |     | Téllez 3' | Árbitro(s): ?                                | Árbitro(s): ? |

| 24 de enero de 1997 | Paraguay                                      | 3:0 | Colombia | Estadio Francisco Sánchez Rumoroso, Coquimbo |               |
|                     | Esquivel 45' · Varón 70' (a.g.) · Ramírez 77' |     |          | Árbitro(s): ?                                | Árbitro(s): ? |

| 24 de enero de 1997 | Bolivia       | 1:2 | Uruguay          | Estadio Francisco Sánchez Rumoroso, Coquimbo |               |
|                     | Gutiérrez 29' |     | Zalayeta 34' 78' | Árbitro(s): ?                                | Árbitro(s): ? |

| 26 de enero de 1997 | Bolivia | 0:2 | Paraguay | Estadio Francisco Sánchez Rumoroso, Coquimbo |  |
|                     |         |     |          | Árbitro(s): ?                                |  |

| 26 de enero de 1997 | Uruguay | 1:0 | Argentina | Estadio Francisco Sánchez Rumoroso, Coquimbo |  |
|                     |         |     |           | Árbitro(s): ?                                |  |

- Fase Final

| 31 de enero de 1997 | Paraguay | 2:1 | Venezuela | Estadio Francisco Sánchez Rumoroso, Coquimbo |               |
|                     | Ramírez  |     | Noriega   | Árbitro(s): ?                                | Árbitro(s): ? |

| 31 de enero de 1997 | Argentina  | 1:1 | Uruguay   | Estadio Francisco Sánchez Rumoroso, Coquimbo |               |
|                     | Samuel 85' |     | López 40' | Árbitro(s): ?                                | Árbitro(s): ? |

| 31 de enero de 1997 | Chile                | 2:4 | Brasil                                                    | Estadio Francisco Sánchez Rumoroso, Coquimbo |               |
|                     | Navia 5' · Neira 84' |     | Sidney 2' · Fabiano 3' · Adaílton 60' · Marco Aurélio 73' | Árbitro(s): ?                                | Árbitro(s): ? |

| 5 de febrero de 1997 | Brasil | 2:2 | Venezuela | Estadio Francisco Sánchez Rumoroso, Coquimbo |  |
|                      |        |     |           | Árbitro(s): ?                                |  |

| 5 de febrero de 1997 | Uruguay | 1:2 | Paraguay | Estadio Francisco Sánchez Rumoroso, Coquimbo |  |
|                      |         |     |          | Árbitro(s): ?                                |  |

| 5 de febrero de 1997 | Chile | 0:3 | Argentina | Estadio Francisco Sánchez Rumoroso, Coquimbo |  |
|                      |       |     |           | Árbitro(s): ?                                |  |

### Torneo Preolímpico Sudamericano Sub-23 de 2004
- Grupo B

| 8 de enero de 2004, 20:00 | Colombia | 0:1 (0:0) | Ecuador  | Estadio Francisco Sánchez Rumoroso, Coquimbo                    |                                                                 |
|                           |          |           | Mina 84' | Asistencia: 5 000 espectadores Árbitro(s): Paulo César Oliveira | Asistencia: 5 000 espectadores Árbitro(s): Paulo César Oliveira |

| 8 de enero de 2004, 22:10 | Argentina | 0:0 | Perú | Estadio Francisco Sánchez Rumoroso, Coquimbo              |  |
|                           |           |     |      | Asistencia: 7 000 espectadores Árbitro(s): Carlos Chandía |  |

| 10 de enero de 2004, 20:00 | Argentina                  | 2:1 (1:1) | Bolivia  | Estadio Francisco Sánchez Rumoroso, Coquimbo              |                                                           |
|                            | Tévez 45+1' · González 49' |           | 17' Arce | Asistencia: 2 500 espectadores Árbitro(s): Luis Solórzano | Asistencia: 2 500 espectadores Árbitro(s): Luis Solórzano |

| 10 de enero de 2004, 21:10 | Colombia                | 3:1 (1:1) | Perú         | Estadio Francisco Sánchez Rumoroso, Coquimbo              |                                                           |
|                            | Herrera 45+1', 58', 87' |           | 34' Guerrero | Asistencia: 3 500 espectadores Árbitro(s): Gustavo Méndez | Asistencia: 3 500 espectadores Árbitro(s): Gustavo Méndez |

| 12 de enero de 2004, 20:00 | Ecuador                                       | 4:2 (2:0) | Perú                         | Estadio Francisco Sánchez Rumoroso, Coquimbo               |                                                            |
|                            | Baldeón 9', 16' · Salas 58' (pen.) · Mina 72' |           | 46' Rodríguez · 82' Guerrero | Asistencia: 2 000 espectadores Árbitro(s): Carlos Amarilla | Asistencia: 2 000 espectadores Árbitro(s): Carlos Amarilla |

| 12 de enero de 2004, 21:10 | Colombia                  | 2:0 (1:0) | Bolivia | Estadio Francisco Sánchez Rumoroso, Coquimbo          |                                                       |
|                            | Herrera 28' · Arzuaga 90' |           |         | Asistencia: 2 000 espectadores Árbitro(s): Pablo Pozo | Asistencia: 2 000 espectadores Árbitro(s): Pablo Pozo |

### Copa Mundial de Fútbol Sub-17 de 2015
- Grupo A

| 23 de octubre de 2015, 20:00 | Croacia                 | 2:1 (0:1) | Nigeria     | Estadio Francisco Sánchez Rumoroso, Coquimbo               |                                                            |
|                              | Brekalo 50' · Majić 54' | Reporte   | Osimhen 20' | Asistencia: 5606 espectadores Árbitro(s): Wilson Lamouroux | Asistencia: 5606 espectadores Árbitro(s): Wilson Lamouroux |

- Grupo B

| 17 de octubre de 2015, 16:00 | Inglaterra | 1:1 (0:0) | Guinea       | Estadio Francisco Sánchez Rumoroso, Coquimbo            |                                                         |
|                              | Hinds 61'  | Reporte   | Bangoura 76' | Asistencia: 5333 espectadores Árbitro(s): Roberto Tobar | Asistencia: 5333 espectadores Árbitro(s): Roberto Tobar |

| 17 de octubre de 2015, 19:00 | Brasil | 0:1 (0:0) | Corea del Sur    | Estadio Francisco Sánchez Rumoroso, Coquimbo              |                                                           |
|                              |        | Reporte   | Jang Jae-won 79' | Asistencia: 5333 espectadores Árbitro(s): Ricardo Montero | Asistencia: 5333 espectadores Árbitro(s): Ricardo Montero |

| 23 de octubre de 2015, 17:00 | Corea del Sur | 0:0     | Inglaterra | Estadio Francisco Sánchez Rumoroso, Coquimbo              |                                                           |
|                              |               | Reporte |            | Asistencia: 5606 espectadores Árbitro(s): Valdin Legister | Asistencia: 5606 espectadores Árbitro(s): Valdin Legister |

- Cuartos de final

| 2 de noviembre de 2015, 17:00 | Ecuador | 0:2 (0:1) | México                           | Estadio Francisco Sánchez Rumoroso, Coquimbo           |                                                        |
|                               |         | Reporte   | Zamudio 41' · Salazar 55' (pen.) | Asistencia: 3127 espectadores Árbitro(s): Ruddy Buquet | Asistencia: 3127 espectadores Árbitro(s): Ruddy Buquet |